# (7581) Yudovich
(7581) Yudovich (1990 VY13) – planetoida z grupy pasa głównego asteroid okrążająca Słońce w ciągu 5,52 lat w średniej odległości 3,12 j.a. Odkryta 14 listopada 1990 roku.